# Herpetogramma patagialis
Herpetogramma patagialis là một loài bướm đêm trong họ Crambidae.